# Saalbau GmbH

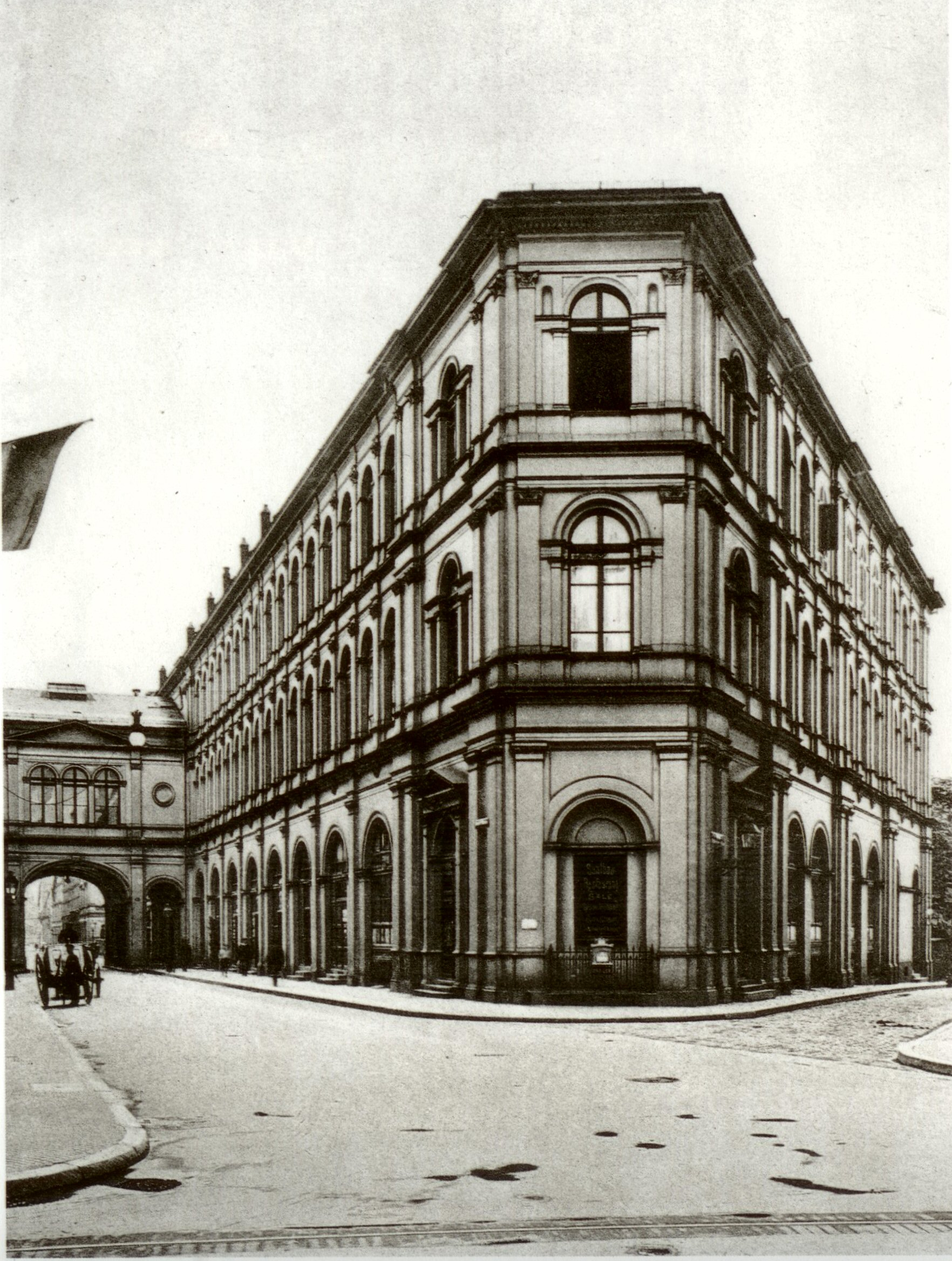
Der erste Saalbau

Die Saalbau Betriebsgesellschaft mbH ist hundertprozentige Tochter des städtischen Wohnungsbaukonzerns ABG Frankfurt Holding und hat laut ihrer Satzung die Aufgabe, „… ein Gebäude mit einem großen Fest- und Concertsaale samt den hierzu gehörigen Localitäten zu errichten, und diese Räume für Concerte, Bälle, Ausstellungen u. s. w. zu vermieten.“

## Geschichte
Am 12. Januar 1859 veröffentlichte ein „Provisorisches Comité zur Bildung einer Saalbau-Actiengesellschaft“ eine Presseerklärung. Die „Saalbau-Actiengesellschaft“ entstand 1861. Im selben Jahr wurde in der Junghofstraße der erste Saal eröffnet, entworfen vom Architekten Rudolf Heinrich Burnitz. Dieser erste Saal wurde bis zu seiner Zerstörung 1944 genutzt.
Nach Ende des Krieges wurde die kommunalisierte AG in eine GmbH umgewandelt.
Als erste Großstadt in Deutschland eröffnete Frankfurt am Main 1959 ein neues Bürgerhaus, danach folgten weitere in den verschiedenen Stadtteilen. Als Ersatz für das im Zweiten Weltkrieg zerstörte Volkshaus Riederwald errichtete die Saalbau GmbH beispielsweise 1963 das „Haus Riederwald“. Dieses Bürgerhaus existiert allerdings nicht mehr, denn es wurde 1999 abgerissen, um Platz für Wohnhäuser, eine Gaststätte und eine kleine Stadtbibliothek zu schaffen.
Der Saalbau Gallus in der Frankenalle (Bild) war ab 1964 Ort des ersten deutschen Auschwitzprozesses.
Inzwischen verwaltet die Saalbau GmbH ca. 30 Standorte. Seit 2007 gehört die Saalbau GmbH zum Wohnungsbaukonzern ABG Frankfurt Holding.

## Saalbau Häuser

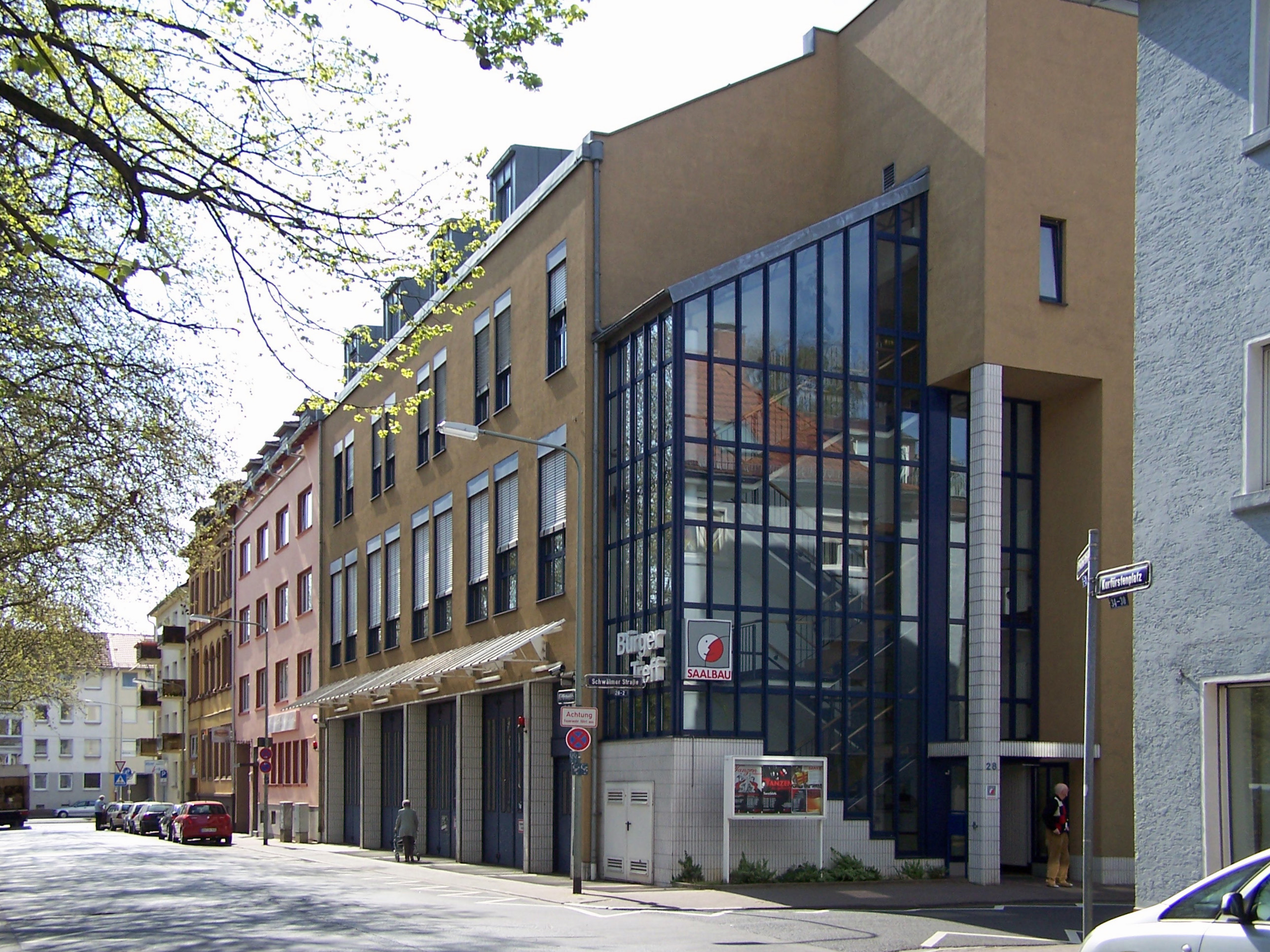
Bockenheim

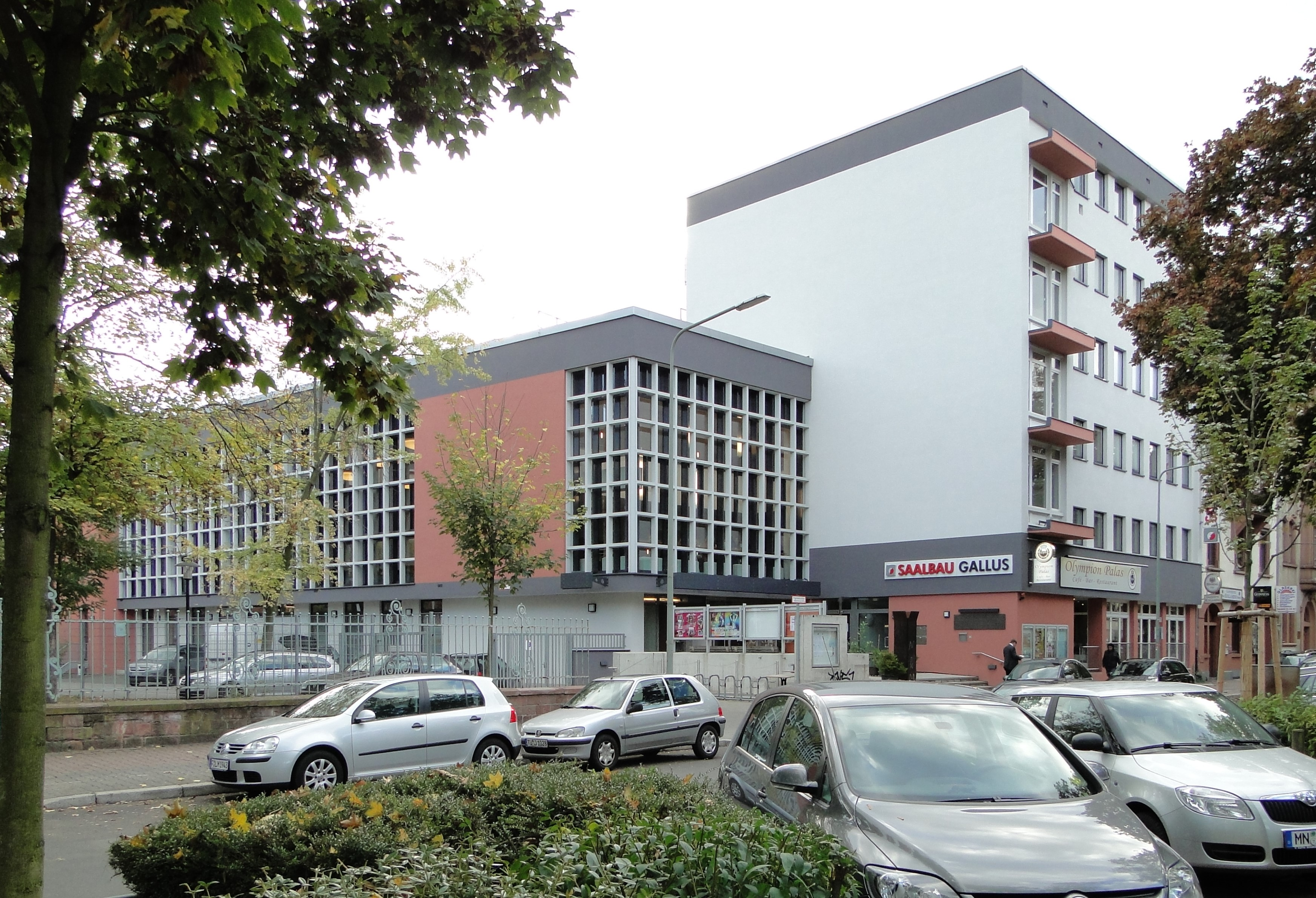
Haus Gallus

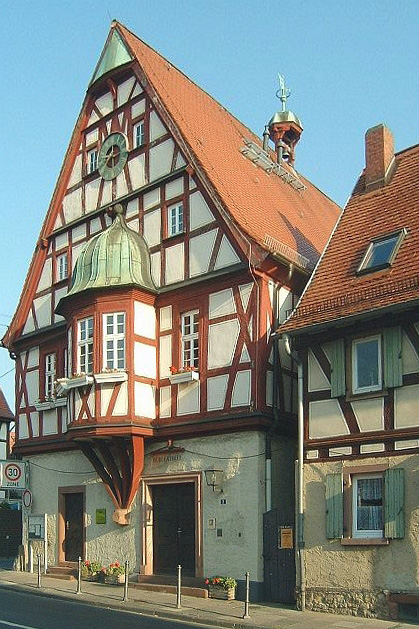
Altes Rathaus Seckbach

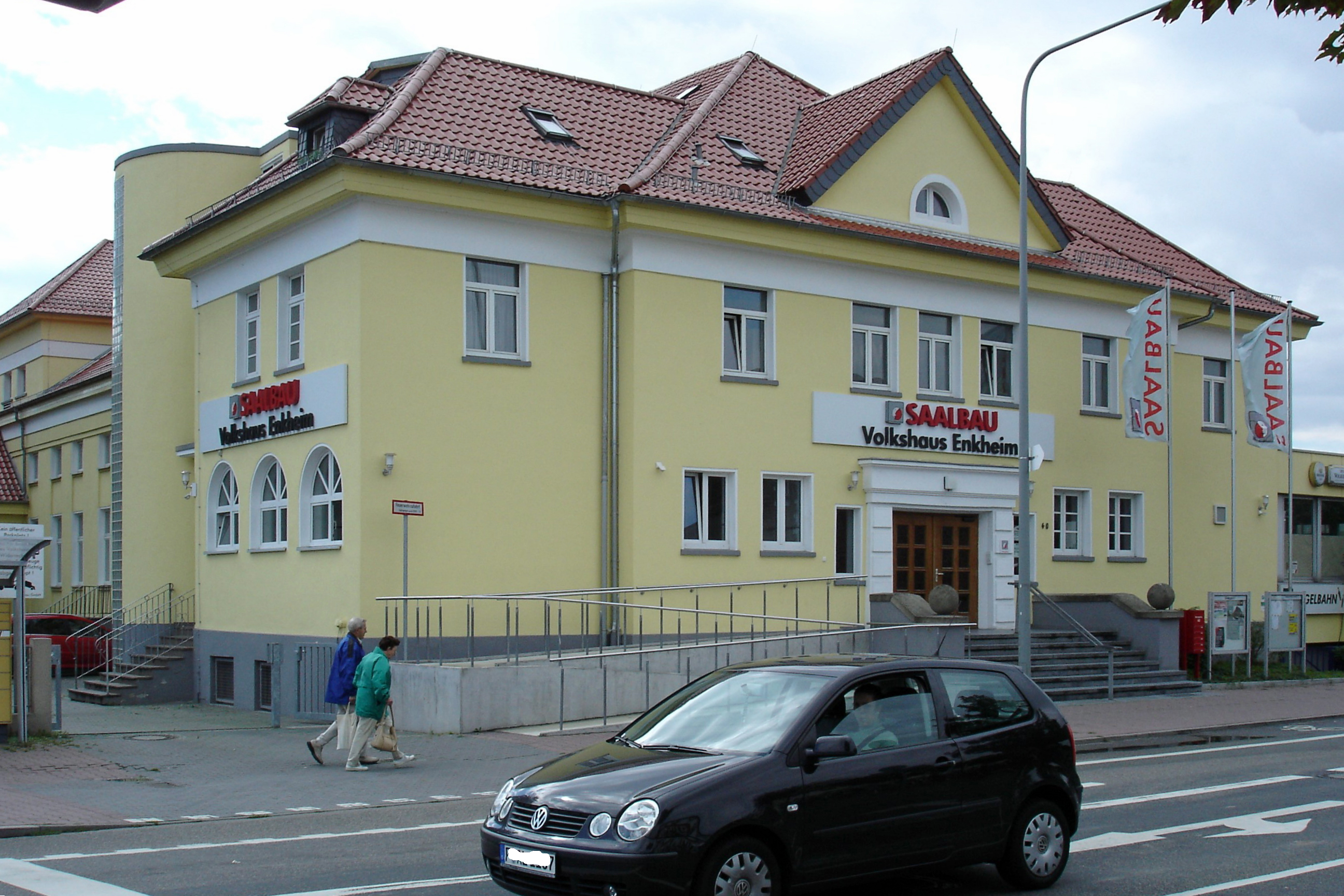
Volkshaus Enkheim

| Name                         | Standort         | Max. Sitzplätze |
| ---------------------------- | ---------------- | --------------- |
| Die Nikolauskapelle          | Bergen-Enkheim   | 120             |
| Saalbau BiKuZ                | Höchst           | 1.462           |
| Saalbau Bockenheim           | Bockenheim       | 210             |
| Saalbau Bornheim             | Bornheim         | 782             |
| Saalbau Depot Oberrad        | Oberrad          | 275             |
| Saalbau Dornbusch            | Dornbusch        | 115             |
| Saalbau Gallus               | Gallus           | 440             |
| Saalbau Goldstein            | Schwanheim       | 220             |
| Saalbau Griesheim            | Griesheim        | 780             |
| Saalbau Gutleut              | Gutleutviertel   | 180             |
| Saalbau Nidda                | Bonames          | 413             |
| Saalbau Nied                 | Nied             | 1.008           |
| Saalbau Nieder-Erlenbach     | Nieder-Erlenbach | 400             |
| Saalbau Niederrad            | Niederrad        | 300             |
| Saalbau Rathaus Seckbach     | Seckbach         | 70              |
| Saalbau Ronneburg            | Eckenheim        | 530             |
| Saalbau Schönhof             | Bockenheim       | 260             |
| Saalbau Stadthalle Bergen    | Bergen-Enkheim   | 800             |
| Saalbau Stadthalle Zeilsheim | Zeilsheim        | 1.340           |
| Saalbau Südbahnhof           | Sachsenhausen    | 580             |
| Saalbau Titus-Forum          | Heddernheim      | 580             |
| Saalbau TSG-Halle Fechenheim | Fechenheim       | 390             |
| Saalbau Volkshaus Enkheim    | Bergen-Enkheim   | 420             |
| Saalbau Volkshaus Sossenheim | Sossenheim       | 775             |
| Saalbau Zentrum am Bügel     | Bonames          | 315             |
| Gewerkschaftshaus            | Gutleutviertel   | 300             |
| Haus der Heimat              | Dornbusch        | 160             |